# Crespià
Crespià – gmina w Hiszpanii, w prowincji Girona, w Katalonii, o powierzchni 11,28 km². W 2011 roku gmina liczyła 266 mieszkańców.